# アレン・シャスネ
アレン・マイケル・シャスネ（Allen Michael Chastanet、1960年11月20日 -）はセントルシアの実業家、政治家。2016年より5年間、同国首相（第10代）を務めた（在任中の正式な役職名は「首相兼財務・経済成長・雇用創出・外務・公共サービス大臣」）。氏名は「アラン・シャスネ」とも書かれる。
1979年にカナダのケベック州にあるスタンステッド・カレッジを出た後、同州のビショップス大学と米国ワシントンD.C.のアメリカン大学より学位を得た。その後、1995年から2003年までエア・ジャマイカに勤務していた。
2006年から2011年まで、ジョン・コンプトン内閣およびスティーブンソン・キング内閣において観光・民間航空大臣と上院議員を務めた。2013年に野党「統一労働者党」の党首に選出された。2016年6月6日のセントルシア議会選挙では統一労働者党は17議席中11議席を獲得して勝利し、6月7日にシャスネは首相に就任。2021年7月26日の総選挙でシャスネ率いる統一労働者党は2議席にとどまり敗北した。
夫人のラクエル・ダブレー＝シャスネとの間に娘と息子が一人ずついる。